# Phare de Cap Gaspé
Le phare de Cap Gaspé est une station automatisée d'aide à la navigation du golfe du Saint-Laurent, située sur le cap Gaspé, pointe sud de la péninsule de Forillon, à Gaspé dans la Gaspésie–Îles-de-la-Madeleine au Québec (Canada).
Le premier phare en bois est allumé en 1873, il est détruit par un incendie, en 1890. Un deuxième phare en bois le remplace en 1892, il est gravement endommagé par une tempête en 1946. C'est en 1950 que le phare actuel, construit en béton armé, est allumé. Ce dernier, intégré dans l'aire protégée du Parc national de Forillon lors de sa création en 1970, est reconnu Édifice fédéral du patrimoine, en 1992, pour ses caractéristiques architecturales, son importance environnementale, et le fait qu'il rappel l'importance historique de ce site pour l'aide apportée à la navigation.
Toujours en service, le phare n'est pas visitable, mais les promeneurs venus à pied ou à vélo disposent d'éléments explicatifs sur ce point de halte au « bout du monde ».

## Situation terrestre et maritime
Établit sur le Cap Gaspé à plus de 90 mètres au-dessus du niveau de la mer, le phare de Cap Gaspé couvre la péninsule de Forillon et les hauts fonds qui la prolongent dans les eaux du  golfe du Saint-Laurent et de la baie de Gaspé. Il balise une zone de navigation fréquentée par les nombreux navires de commerce qui pénètrent et sortent du fleuve Saint-Laurent ainsi que par des bateaux de pêche locaux.

Situation du phare
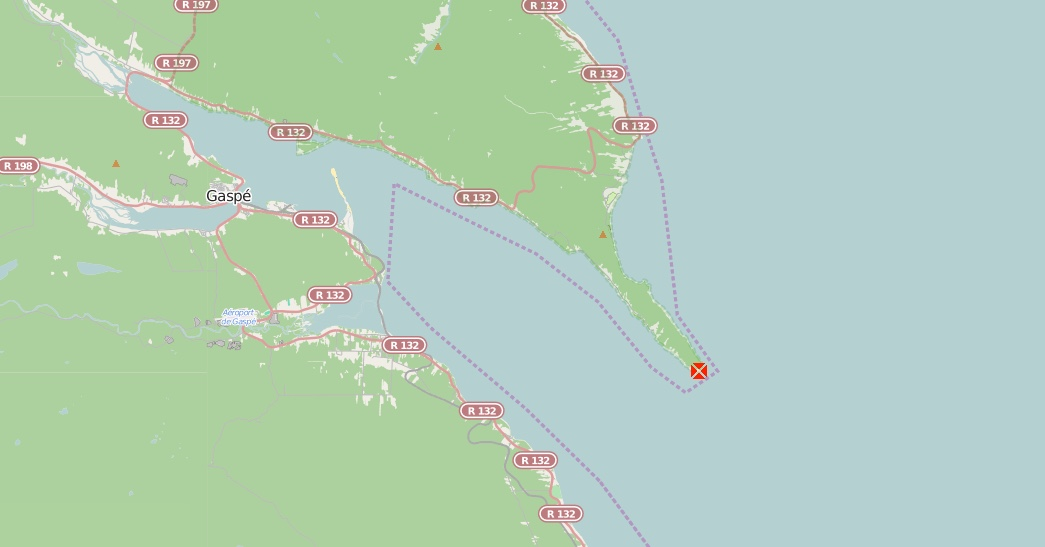
Carte de situation.
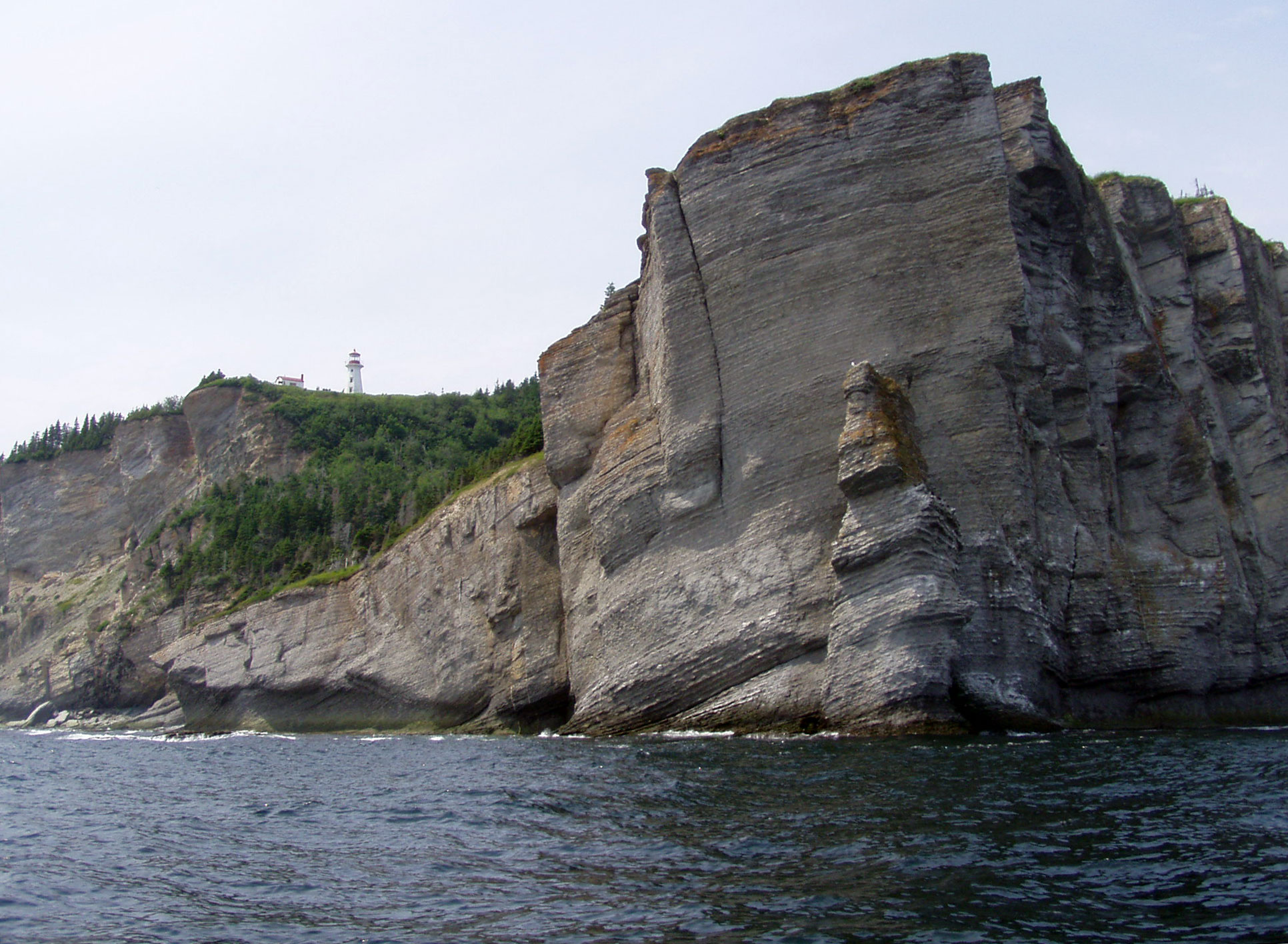
Le phare sur le cap.

## Histoire

### Premier phare  (1873-1890)
Le phare de Cap Gaspé est allumé le 6 octobre 1873. Construit par l'entreprise Doolan & Cassidy, il est du type maison-phare en bois avec une tour de base carré haute d'environ 9 mètres mettant le feu à une hauteur focale de 107 mètres. Visible jusqu'à 22 kilomètres, c'est un feu rouge fixe produit par un système catoptrique composé de quatre lampes avec des réflecteurs de 50 centimètres.
Le gardien, Charles Esmouf, reçoit un salaire annuel de 800 $ avec lequel il doit payer un assistant pour faire fonctionner, par temps de brume, l'aide sonore. Ce système, fournit par JW Fraser, est installé dans un bâtiment construit par Doolan & Cassidy  dans un lieu bas de la péninsule à environ 270 mètres du phare. Cet avertissement sonore produit un son de dix secondes toutes les minutes.
Ce n'est qu'en 1876 que le terrain utilisé est acheté au propriétaire des lieux  M. Hyman. il s'agit de deux parcelles, celle du phare fait 50 m par 11 m et celle du système sonore 24 m par 50 m. En 1883, le système sonore, jugé peu utile à cet emplacement, est démonté et transféré au phare de Cap-des-Rosiers. Il est remplacé par un canon disposé dans un petit bâtiment à proximité du phare. En temps de brume les tirs sont espacés de vingt minutes.

Le phare et ses installations avant 1890
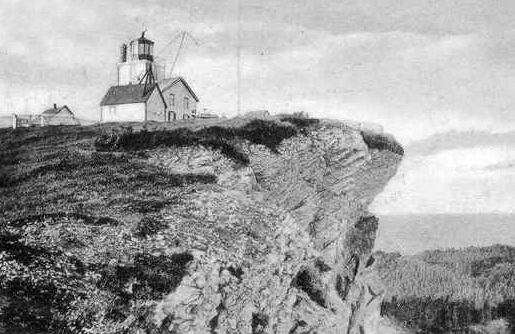
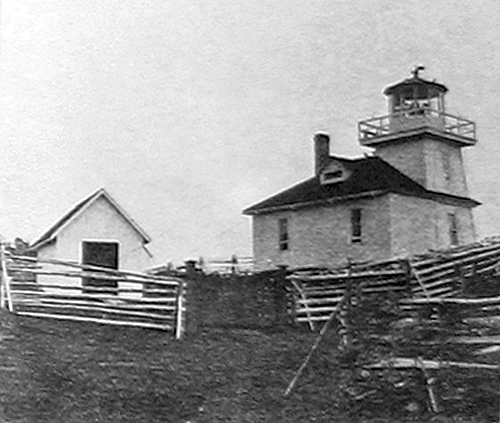

La tour du phare et la maison du gardien sont détruites par un incendie le 7 novembre 1890.

### Deuxième phare (1892-1950)
Un premier appel d'offres est effectué au printemps 1891, mais le soumissionnaire moins disant Adolphus Rousseau, 2 980 $, se retire lorsqu'il lui est demandé des compléments à effectuer. Un nouvel appel d'offres est organisé à l'automne et c'est un entrepreneur de Québec, ET Nesbitt qui remporte le marché, au deuxième tour, avec une offre à 3 480 $, avec pour échéance de livraison le 1er août 1892.
Sur l'ancien site, il construit, dans le temps imparti, un bâtiment en bois du type maison-phare avec la maison comme base et une tour carrée qui s'élève au-dessus de la toiture sur la façade sud à une hauteur de 14 m. Le feu est situé à une hauteur focale de 108 m. Le système dispose d'une optique tournante avec un tour par minute produisant trois éclats à quinze secondes d'intervalle suivis d'une période sans lumière de trente secondes. Le coût total du phare est de 5 421 $, cela comprend la construction du bâtiment, le feu  et ses accessoires, et divers aménagements.
Ce second phare est allumé le 1er novembre 1892, ce qui met fin à une période de deux années sans feu.
En 1894, il est ajouté des câbles pour renforcer le maintien de la tour lors des périodes de vent fort. En 1901, la fréquence des tirs en temps de brouillard passe à un coup toutes les quinze minutes et une procédure est mise en place lors du signalement de sa présence par un navire. Cela comporte un coup en réponse puis des tirs à cinq minutes d'intervalles pendant toute la durée de son passage du cap et de ses hauts-fonds.
En 1946, fragilisée par les tempêtes, la tour s'effondre lors d'un coup de vent.

### Troisième phare (depuis 1950)

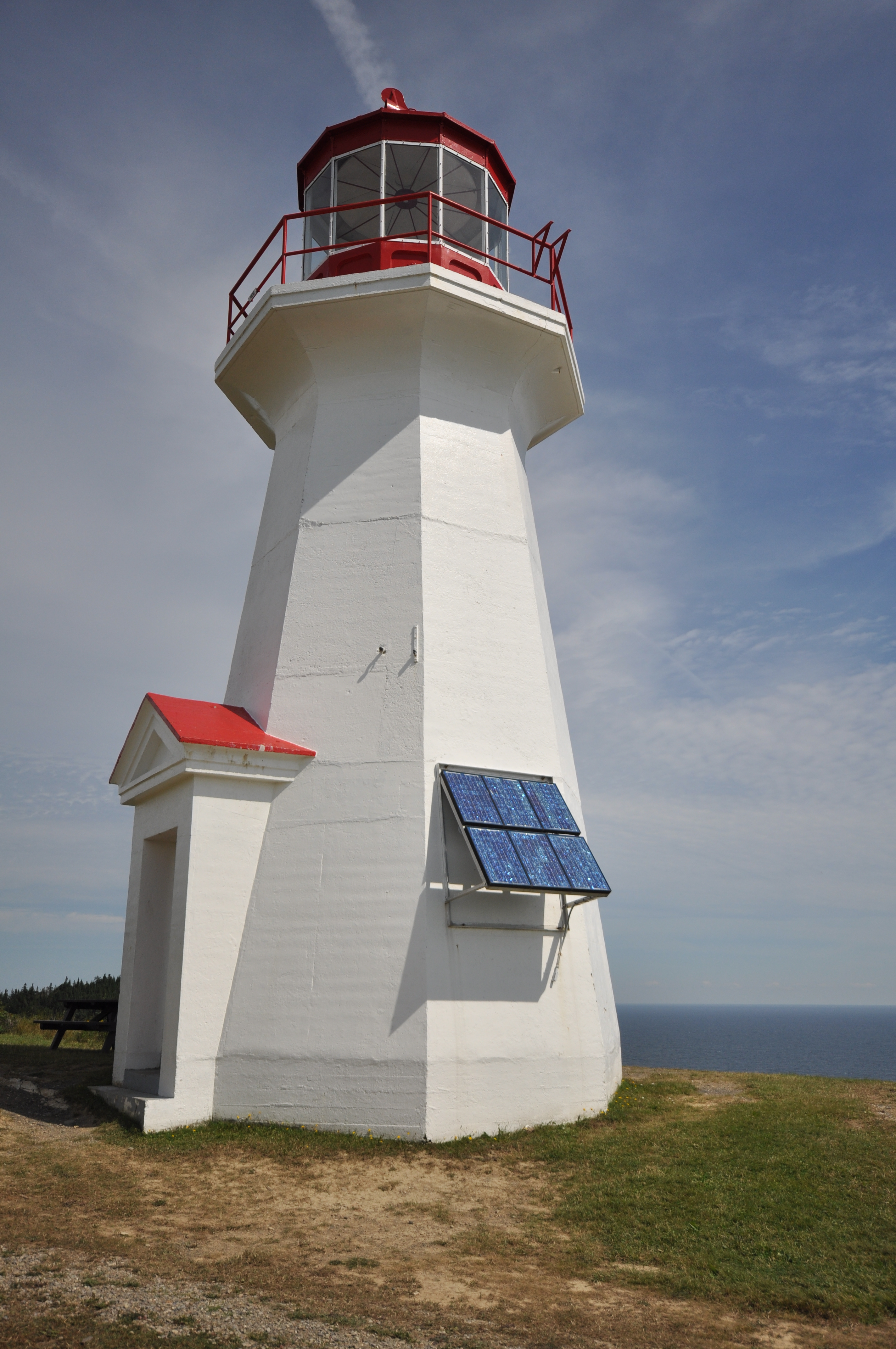
Le phare en 2012.

En 1950, un nouveau phare est construit sur le modèle d'un phare-tour en béton armé, suivant un plan utilisé également pour d'autres phares, notamment celui du Cap d'Espoir. Cette tour, haute de 9 m est établie à partir d'une base octogonale. La tour est peinte en blanc et la lanterne en rouge.
Automatisé en 1972 il fait partie du réseau des phares en service gérés par Transports Canada.

## Patrimoine
Le 19 juillet 1991, dans le cadre de la politique du Conseil du Trésor sur la gestion des biens immobiliers, le phare, construit en 1949-1950, est « reconnu » Édifice fédéral du patrimoine. L'édifice qui dépend du ministère Pêches et Océans Canada est sous la responsabilité de la Garde côtière canadienne.
En 2009-2010, un inventaire du site est réalisé par la Chaire de recherche du Canada en patrimoine bâti, dans le cadre d'une évaluation de la valeur patrimonial d'une sélection de phares du Québec. Cette étude est commanditée et financée par la Direction du patrimoine et de la muséologie du ministère de la culture, elle s'intéresse aux phares, mais aussi aux éléments annexes : maison du gardien, hangar, poudrière, etc.
Le site du phare est accessible, uniquement par les marcheurs et les cyclistes, par le sentier des Graves.